# IC 2553
IC 2553 ist ein planetarischer Nebel im Sternbild Carina. Das Objekt wurde im Jahre 1893 von Williamina Fleming entdeckt.